# 官稲
官稲（かんとう）とは、日本の律令制の下で田租として諸国へ徴収され蓄えられた稲米のうちから、出挙の貸借の運営に充てられたものを指す。

## 概要
官稲は、諸国が田租として徴収し蓄えた稲を元本として出挙によって貸与し、返済時に利息とともに国へ収取された稲から成り立ち、国の財源・収入となった。
主に大税（正税）・籾穀・郡稲の3つ及びその他（雑官稲）に分けられた。大税は出挙の財源であり、収益から国衙の臨時費の財源に充てられ、また一部は舂米として中央に贈られた。籾穀は非常時に備えて備蓄され、不動倉に納められた。郡稲も出挙の財源であり、その収益は国衙の通常費の財源に充てられ、また交易進上物の財源に充てられた。この他に雑官稲（ぞうかんとう）として公用稲（こうようとう）・官奴婢稲（かんぬひとう）・駅起稲（えききとう）などが存在した。
天平6年（734年）1月、駅起稲・神税などの一部例外を除いたほぼ全ての官稲を正税として一本化、天平11年（739年）までには、残りの官稲も全て正税に編入されて全ての官稲が混合された（「官稲混合」）。だが、この方針は失敗におわり、天平16年（744年）には国分二寺稲（こくぶんにじとう）が各国4万束ずつ置かれることとなり、翌年には正税の一部を分離して公廨稲（くがいとう）が設けられた。以後、官稲は正税・公廨・雑稲の2つに分けて運用されることとなる。正税はかつての大税と郡稲の役目を引き継いで国衙の通常・臨時の経費や交易運上物の財源に充てられ、一部は中央に送られた。公廨は公廨稲のことで官物の不足分の補填と中央への進物の輸送費に充てられた分を除いたものが国司以下官人の俸料に充てられた。雑稲は国分二寺稲や救急料など特定の目的をもって設置されたものである。正税・公廨・雑稲の定額については弘仁式及び延喜式の主税寮式に記されている。だが、延喜式が定められた10世紀には出挙自体の運営が滞るようになっており、正税をはじめとした官稲の仕組は解体されていった。